# Хенни, Андреас
Андре́ас Хе́нни (нем. Andreas Hänni) — швейцарский кёрлингист.
В составе мужской сборной Швейцарии участник чемпионата мира 1989 (заняли шестое место). Двукратный чемпион Швейцарии среди мужчин. В составе юниорской мужской сборной Швейцарии участник юниорского чемпионата мира 1984 (стали серебряными призёрами). Чемпион Швейцарии среди юниоров-мужчин.
Играл на позиции третьего.

## Достижения
- Чемпионат мира по кёрлингу среди мужчин: серебро (1989).
- Чемпионат Швейцарии по кёрлингу среди мужчин: золото (1989, 2006).
- Чемпионат мира по кёрлингу среди юниоров: серебро (1984).
- Чемпионат Швейцарии по кёрлингу среди юниоров: золото (1983).

- Команда «всех звёзд» (англ. All-Star Team) юниорского чемпионата мира: 1984.

## Команды
| Сезон   | Четвёртый       | Третий        | Второй           | Первый            | Запасной         | Турниры            |
| ------- | --------------- | ------------- | ---------------- | ----------------- | ---------------- | ------------------ |
| 1982—83 | André Flotron   | Андреас Хенни | Даниэль Гуткнехт | André Szodoray    |                  | ЧШЮ 1983           |
| 1983—84 | André Flotron   | Андреас Хенни | Даниэль Гуткнехт | André Szodoray    |                  | ЧМЮ 1984           |
| 1988—89 | Патрик Хюрлиман | Андреас Хенни | Патрик Лёртшер   | Марио Гросс       |                  | ЧШМ 1989 · ЧМ 1989 |
| 1996—97 | Андреас Хенни   | Бит А Стефан  | Томас Липс       | Stefan Gertsch    |                  | [ 4 ]              |
| 1998—99 | Андреас Хенни   | Бит А Стефан  | Daniel Hersche   | Thomas Perlmutter |                  | [ 5 ]              |
| 2003—04 | Yannick Renggli | Андреас Хенни | Greg Renggli     | Nicolas Carrera   |                  |                    |
| 2004—05 | Yannick Renggli | Андреас Хенни | Дамиан Грихтинг  | Greg Renggli      |                  |                    |
| 2005—06 | Андреас Шваллер | Андреас Хенни | Томас Липс       | Дамиан Грихтинг   |                  | ЧШМ 2006           |
| 2006—07 | Андреас Шваллер | Андреас Хенни | Томас Липс       | Дамиан Грихтинг   | Роланд Мозер     |                    |
| 2007—08 | Клаудио Пеша    | Андреас Хенни | Паскаль Зибер    | Марко Баттилана   | Марио Фрайбергер |                    |

(скипы выделены полужирным шрифтом)